# Consejo Nacional de Coordinación de Políticas Sociales
El Consejo Nacional de Coordinación de Políticas Sociales (CNCPS) es una instancia gubernamental argentina para la articulación de las áreas del Estado Nacional que implementan políticas sociales. El Consejo está presidido por un funcionario designado por el presidente de la Nación con rango de secretario de Estado, y está integrado por el ministro de Desarrollo Social, el ministro de Trabajo, el ministro de Educación, el ministro de Ciencia, el ministro de Salud, el ministro de Economía y el ministro de Justicia.
El CNCPS tiene por objeto colaborar en la planificación estratégica de políticas y programas sociales del Gobierno. Además, debe asesorar en la priorización de las políticas públicas para el corto plazo y las definiciones estratégicas para el mediano y largo plazo. También tiene como objetivo proponer políticas para promover la participación de las organizaciones de la sociedad civil y del sector privado en el desarrollo, fomento y seguimiento de las políticas sociales implementadas.

## Objetivos del Consejo Nacional de Coordinación de Políticas Sociales[2]
- Brindar asistencia técnica a la Jefe de Gabinete, Ministerios, Secretarías de la presidencia de la Nación y demás Organismos de la Administración Pública Nacional centralizada y descentralizada respecto a:

a) La definición de los grupos, poblaciones y problemas prioritarios a ser tenidos en cuenta para la definición de políticas, y su inclusión en programas, planes y proyectos sociales.

b) La priorización, la selección, la planificación y la gestión de políticas, programas, planes y proyectos sociales.

c) La coordinación de la gestión de las distintas Jurisdicciones y Entidades del PODER EJECUTIVO NACIONAL en materia de política social, diseñando los mecanismos de articulación entre las políticas, programas, planes y proyectos sociales.

d) La creación de nuevas estrategias de intervención, así como las modificaciones y adecuaciones que resultaren necesarias de políticas, programas, planes y proyectos sociales a ser incorporados en el Proyecto de Ley de Presupuesto Nacional.

e) La coordinación y definición de criterios para la asignación de recursos a los gobiernos provinciales y locales en materia social y obras prioritarias.

f) El diseño y la elaboración de una canasta básica saludable accesible a toda la población.

g) La elaboración de diagnósticos de las necesidades de protección contra el hambre y la malnutrición a nivel nacional.

h) El diseño de planes de educación alimentaria nutricional a nivel nacional.

i) La generación de estrategias, en el ámbito de su competencia específica, para aumentar los canales y mecanismos de comercialización de los alimentos, facilitando el acceso por parte de los trabajadores y las trabajadoras de la economía social y organizaciones de la sociedad civil.

j) La elaboración de diagnósticos y propuestas para la ampliación de la red de agua potable a los sectores de la población comprendidos en programas sociales creados a nivel nacional para erradicar el hambre y la malnutrición.

- Elaborar el PLAN ANUAL DE MONITOREO Y EVALUACIÓN DE POLÍTICAS Y PROGRAMAS SOCIALES, previa aprobación por parte del JEFE DE GABINETE DE MINISTROS, y ejecutarlo.

- Difundir las evaluaciones realizadas en el marco del PLAN ANUAL DE MONITOREO Y EVALUACIÓN DE POLÍTICAS Y PROGRAMAS SOCIALES.

- Diseñar, administrar y actualizar los sistemas y registros vinculados a la materia de competencia del CONSEJO NACIONAL DE COORDINACIÓN DE POLÍTICAS SOCIALES.

- Asistir en la coordinación de políticas, programas, planes y proyectos sociales en materia de cooperación y financiamiento internacional.

- Coordinar las acciones necesarias para la efectiva implementación de la “Agenda 2030 para el Desarrollo Sostenible” aprobada por la Resolución N° 70/1[3] de la Asamblea General de las Naciones Unidas, con la intervención de las áreas competentes de la Administración Pública Nacional.

- Coordinar y asistir técnicamente a las distintas áreas de la Administración Pública Nacional centralizada y descentralizada y jurisdicciones subnacionales en la gestión de la información, monitoreo y evaluación de políticas, programas, planes y proyectos sociales.

- Efectuar requerimientos de información a los Ministerios, Secretarías de la PRESIDENCIA DE LA NACIÓN y demás Organismos de la Administración Pública Nacional centralizada y descentralizada en los que se ejecuten políticas, programas, planes y proyectos sociales, con el fin de llevar a cabo las acciones previstas en el Plan Anual de Monitoreo y Evaluación de Políticas y Programas Sociales.

- Entender en las funciones del CONSEJO NACIONAL DE COORDINACIÓN DE POLÍTICAS SOCIALES como organismo rector a nivel nacional en materia de registración y relevamiento de personas, hogares y asentamientos, beneficiarios potenciales y actuales de prestaciones sociales.

- Establecer instrumentos de registro y/o relevamiento y fijar la metodología para su respectiva implementación, con resguardo de las normas que rigen en materia de protección de datos personales”.

## Titulares
| N.º | Secretario Ejecutivo            | Periodo                                           | Presidente                     |
| --- | ------------------------------- | ------------------------------------------------- | ------------------------------ |
| 1   | María del Carmen Feijoo Docampo | 21 de febrero de 2002 - 25 de mayo de 2003        | Eduardo Duhalde                |
| 2   | Juan Carlos Nadalich            | 2 de junio de 2003 - 23 de junio de 2004          | Néstor Kirchner                |
| 3   | Carlos Castagneto               | 23 de junio de 2004 - 10 de diciembre de 2007     | Néstor Kirchner                |
| 4   | María Matilde Morales           | 10 de diciembre de 2007 - 10 de diciembre de 2015 | Cristina Fernández de Kirchner |
| 5   | Gabriela Agosto                 | 10 de diciembre de 2015 - 10 de diciembre de 2019 | Mauricio Macri                 |
| 6   | Victoria Tolosa Paz             | 10 de diciembre de 2019 - 30 de julio de 2021     | Alberto Fernández              |
| 7   | Marisol Merquel                 | 25 de agosto de 2021 - 10 de diciembre de 2023    | Alberto Fernández              |
| 8   | Jorge Maximiliano Keczeli       | 2 de enero de 2024 - 11 de enero de 2024          | Javier Milei                   |
| 9   | Gerardo Hita                    | 12 de enero de 2024 - 22 de abril de 2024         | Javier Milei                   |
| 10  | Yanina Elizabeth Nano Lembo     | 26 de abril de 2024 - 5 de junio de 2024          | Javier Milei                   |
| 11  | María Gabriela Real             | 5 de junio de 2024 - en el cargo                  | Javier Milei                   |